# 穆斯蒂拉树木园
穆斯蒂拉树木园（芬蘭語：Arboretum Mustila）是位于芬兰科沃拉市埃利迈基区（Elimäki）的树木园。
该树木园创建于1902年，现今由一个基金会来管理及维护。创建时的目的是测试外国松柏树种。现在树木园内有接近100个松柏树种和超过200个闊葉樹种类及其它植物。有几个树种是成片种植的。树木园内的杜鵑花和马银花也非常著名。多样的树种也吸引了一些少见的鸟类，如星鴉和白翅交嘴雀。
该树木园收费对公众开放。园内有几条访问路径。